# Projet éducatif
 (avril 2014).
Le projet éducatif est un terme utilisé dans les lieux d'accueil de l'enfant, ou Accueils Collectifs de Mineurs (A.C.M.).

## Description
Le projet éducatif est la base du fonctionnement des associations d'Éducation Populaire. Il définit les axes et orientations voulues par la structure à sa  création. Par définition, l'ensemble des personnels y travaillant y adhèrent implicitement et le mettent en œuvre par le biais de leurs projets (ex : projet pédagogique dans le cadre d'un ACM : accueil collectif de mineurs). Il peut évoluer à condition que les modifications soient acceptées et validées par les organes de gestion de l'association (assemblées générales).
Il est à distinguer deux grands types de projet éducatif. Dans le cadre du Ministère de la Jeunesse et des Sports, le projet éducatif donne les axes, et le projet pédagogique les moyens d'y parvenir. 
Dans le cas de l'Éducation Nationale est établi un projet pédagogique global, puis chaque structure scolaire développe ensuite son propre projet éducatif.
Il est à distinguer du Projet Éducatif de Territoire (PEDT) créé avec la réforme des rythmes scolaires d’août 2013.
Selon le type de structure dans laquelle il est développé, il est régi par des législations différentes.

## En crèche collective
En crèche (ou multi-accueil), le projet éducatif est inclus dans le projet d'établissement (contenant : le projet social, le projet éducatif, le projet pédagogique, et le projet de fonctionnement). 
Il est à rédiger par les gestionnaires de la structure.
Dans une structure type crèche associative parentale, le projet éducatif est un outil permettant aux parents de la structure, membres de l'association, de réfléchir/penser aux valeurs qu'ils souhaitent défendre et ainsi de définir leurs propres valeurs parentales.
Le projet éducatif ne doit en aucun cas contenir des outils pédagogiques (exemple : pour encourager l'autonomie chez le jeune enfant, nous chercherons à mettre en mot ce que l'enfant vit...la verbalisation) mais bien des pensées/valeurs éducatives (exemple : respect du rythme de chaque enfant).
La démarcation entre le projet éducatif et le projet pédagogique semble parfois confuse. Pour être clair, du projet éducatif (= valeurs) (rédigé par les parents membres de l'association) découlera le projet pédagogique ( = outils/moyens/actions pédagogiques) (pensé/réfléchi, rédigé et mis en œuvre par l'équipe professionnelle).
Le projet éducatif doit être validé par l'Assemblée Générale.

### Le projet pédagogique
Le projet pédagogique, doit être élaboré et conduit par le directeur, il répond aux attentes du projet éducatif par des moyens et des pratiques professionnelles.
exemple :
Dans le projet éducatif, les parents défendent le respect du rythme de chaque enfant.
Le projet pédagogique cherchera les moyens de mise en œuvre pour veiller à respecter cette valeur, approuvée par l'équipe professionnelle.
L'équipe professionnelle pourra alors réfléchir à comment respecter le rythme de chaque enfant et l'inclure dans le projet pédagogique.
Le projet pédagogique permet la réalisation des grandes valeurs éducatives du projet éducatif et doit prendre aussi en compte :
- les modalités de fonctionnement de l’accueil collectif de mineurs,
- le rôle et statut de l’équipe éducative qui participe à l’accueil des mineurs,
- les modalités de participation des mineurs,
- la répartition des temps respectifs d’activité, de vie quotidienne et collective,
- les modalités d’évaluation de l’accueil et des animateurs,
- l’appropriation des lieux et des locaux.

## En accueil collectif de mineurs
Le projet éducatif d'un accueil collectif de mineurs est décrit par l'organisateur de cet accueil.
Il prend en compte les grandes valeurs éducatives mais ne développe pas celles-ci. Cela revient au directeur de l'ACM de développer les moyens de mise en œuvre.
Ces objectifs sont formulés à partir des finalités, des valeurs, des choix liés à l'analyse des besoins du territoire, que souhaite promouvoir l'organisateur.
Le projet éducatif est réglementairement un document élaboré par la personne physique ou morale organisant un accueil collectif de mineur (ACM).
Il est pertinent que les familles, les usagers et les équipes d'encadrement soient associés à son élaboration.
Le projet éducatif peut être considéré de fait comme un instrument de communication. En effet, la réglementation précise que les personnes qui assurent la direction ou l'animation d'un de ces accueils prennent connaissance du projet éducatif avant leur entrée en fonctions en même temps qu'elles sont informées des moyens matériels et financiers mis à leur disposition.
Accueillir des enfants de façon collective, en dehors de leur domicile familial est un acte éducatif. Ces accueils permettent à l'enfant et au jeune de vivre un temps de découverte de soi et des autres dans un contexte de détente. Le temps de vacances ou de loisirs participe à l'éducation de l'enfant et lui offre la possibilité de s'approprier un environnement et des expériences. Il représente un troisième pôle dans la vie de l'enfant, à côté de l'école et de la famille, et permet de prendre des responsabilités, de construire des relations différentes avec le quartier, le village, l'école, d'autres structures (clubs sportifs, écoles artistiques…), d'autres environnements (sortie et camps) et d'autres enfants et jeunes. Ainsi, il s'agit pour chaque enfant et chaque jeune de favoriser sa créativité, sa prise de responsabilité, la pratique d'activités de qualité, ainsi que le développement de son autonomie par l'acquisition de repères dans un paysage complexifié et le développement d'un esprit critique.
Il convient de noter que le projet éducatif renforce les liens entre l'organisateur et les équipes pédagogiques, en permettant l'élaboration, pour chaque accueil et/ou chaque période, d'un projet pédagogique cohérent avec les intentions éducatives initiales.